# 立方水母纲
立方水母綱（學名：Cubozoa，Cubo：立体；zoa：动物），也叫箱型水母，腔肠动物中的一纲。大约有20种，海生。水螅体小，水母体大。会主动猎食鱼类、蟹类等动物。独居。其触手对人体有剧毒。身体构造方面，具拟缘膜(Velarium)。

## 生活史
从大型水母体发展出浮浪幼体，后来经水螅体渐渐发育，通过直接转变成为水母体，中间不经过节片生殖(横裂Strobilation)和蝶状幼体(Ephyra)阶段。

## 品種

### 澳洲箱形水母
澳洲箱形水母（學名：Chironex fleckeri），俗稱「海黃蜂」，是世界最毒的動物之一以及世界最毒的海洋動物之一，其重要特徵是傘體呈立體箱形狀以及有四條較粗壯的觸手，它的刺細胞所釋出的毒性比眼鏡蛇還要毒，可以讓人在幾分鐘內死亡。

### 波布水母
波布水母（學名：Chironex yamaguchii），屬於劇毒性的動物。被螫傷的話會產生巨大的痛苦，在日本水域造成很多人的死亡。產生的症狀有心臟停止、急性肺水腫、引起呼吸衰竭。

### 伊魯康吉水母
伊魯康吉水母（英語：Irukandji jellyfish）是數種具有致命毒性的小型立方水母之通稱。牠們是世界上體型最小，毒性最強的水母之一，體型約只有1 cm3。主要棲息在澳洲周遭的海域。牠們能夠用刺絲胞把毒液注入受害者體內，並引發特定的症狀，統稱為「伊魯康吉症候群」。目前伊魯康吉水母共有16個已知的物種，其中Carukia barnesi、Malo kingi、 Malo maximus、Malo filipina 以及 Malo bella都是為人所熟知的種類。